# Sciades binaluensis
Sciades binaluensis là một loài bọ cánh cứng trong họ Cerambycidae.